# 商業杯囲棋元老招待戦
商業杯囲棋元老招待戦（しょうぎょうはいいきげんろうしょうたいせん、商业杯围棋元老邀请赛）は、中国の囲碁の招待棋士による棋戦。2006年に創設。杭州西湖博覧会の中のイベントの一つとして、2002年から開始されたアマチュアによる商業杯杭州国際城市囲棋戦（商业杯杭州国际城市围棋赛）とともに毎年杭州市で行われる。囲碁のベテラン棋士8名が招待される。
- 主催 中国棋院、杭州市対外友好協会、杭州商業資産経営公司、杭州棋院

2012年は、商旅杯双人戦として、プロ棋士とアマチュアが組むペア碁戦が行われた。

## 歴代優勝者と決勝戦
（左が優勝者）
- 2006年 聶衛平 - 陳祖徳
- 2007年 聶衛平 - 陳臨新
- 2008年 聶衛平 - 曹大元
- 2009年 陳祖徳 - 聶衛平
- 2010年 聶衛平 - 孔祥明
- 2011年 孔祥明 - 聶衛平

商旅杯双人戦
- 2012年 聶衛平・方建平 - 馬暁春・江成器